# Eriococcus cactearum
Eriococcus cactearum är en insektsart som beskrevs av Leonardi 1918. Eriococcus cactearum ingår i släktet Eriococcus och familjen filtsköldlöss. Inga underarter finns listade i Catalogue of Life.